# Sasha Palatnikov
Sasha Palatnikov (15 de marzo de 1989, Hong Kong) es un artista marcial mixto de Hong Kong que compite en la división de peso wélter de Ultimate Fighting Championship.

## Primeros años
Palatnikov, hijo de padre ruso, que era buzo profesional de altura, y de madre escocesa, nació y se crio en Hong Kong, pero de niño pasó muchos veranos en Brooklyn, concretamente en Brighton Beach. Debido a ello, tiene un nivel de conversación en cantonés. Sus padres le metieron en el kárate a los cinco años. Empezó a jugar al rugby a los seis años y entrenaba Muay Thai y boxeo en las temporadas bajas. Jugó al rugby profesionalmente, pero debido a una lesión, decidió retirarse y dedicarse a la educación.
Sasha fue campeón de la Asociación de Boxeo Amateur de Hong Kong en 2012, queriendo representar a Hong Kong en las eliminatorias olímpicas, pero debido a la política no se le dio luz verde para competir.
Sasha también pasó un tiempo en Estados Unidos durante su carrera universitaria, estudiando y jugando al fútbol en el Hudson Valley Community College y en la Universidad de Búfalo, donde se graduó en comunicaciones y se especializó en informática. Durante este tiempo también obtuvo la ciudadanía estadounidense por su tiempo de estudio.
En 2014, Palatnikov fue condenado a dos años de prisión por el Tribunal de Distrito de Hong Kong por un robo en 2013. El incidente ocurrió cuando Sasha ayudaba a un ciudadano sudafricano a recuperar una deuda de 10.000 dólares de Hong Kong de un hombre australiano. Le robaron 70.000 dólares de Hong Kong en efectivo después de que la pareja entrara por la fuerza en su piso. En aquel momento, Sasha, un programador informático que se describía como "un estudiante de sobresaliente" y excelente jugador de rugby, afirmó que había accedido a ayudar a su amigo en lo que pensaba que sería un enfrentamiento puramente verbal con el australiano. Dawson, el australiano, recibió patadas y puñetazos del sudafricano mientras era retenido por Palatnikov, según el tribunal. Tras cumplir 16 meses, Palatnikov fue liberado en 2015.
Un mes después de su liberación, Palatnikov fue a Filipinas para competir en una competición de jiu-jitsu, y luego se trasladó a Florida para entrenar en el gimnasio del equipo Blackzilians en Boca Raton.

## Carrera de artes marciales mixtas

### Carrera temprana
Después de debutar en 2017, perdiendo ante Emmanuel Verdier por TKO en el segundo asalto en Fight Time 36, en 2018, regresó a Hong Kong con su novia, inicialmente solo por dos semanas de vacaciones para renovar su identificación permanente. Un amigo lo puso en contacto con la promoción local Just MMA, que le preguntó si quería pelear en su próxima tarjeta. Ganó el combate por nocaut en el segundo asalto y el mánager de su rival se convirtió también en su mánager.
Después de una victoria por decisión unánime contra Jeremy Bastian en Combat FC 1 en China, Sasha se unió al Angel Fight Championship, donde ganó su primer combate contra Jae Young Ahn en AFC 10 el 28 de enero de 2019 por decisión unánime. Luego subió al peso medio para su siguiente combate en la promoción, ganando el campeonato de peso medio de AFC contra Sun Won Son en AFC 12. En el proceso, Palatnikov se convirtió en el primer campeón de MMA nacido en Hong Kong.

### UAE Warriors
A continuación, Sasha luchó en la promoción emiratí UAE Warriors, donde se enfrentó a otro futuro luchador de la UFC, Mounir Lazzez, en UAE Warriors 8. Perdió el combate por TKO al final del primer asalto.
Palatnikov se enfrentó al sustituto de última hora Paulo Henrique en UAE Warriors 13 en un combate de peso acordado, y ganó el combate en el primer asalto.

### Ultimate Fighting Championship
Palatnikov debutó en la promoción contra Louis Cosce el 21 de noviembre de 2020 en UFC 255. Ganó el combate por TKO en el tercer asalto. Esta pelea le valió el premio de Pelea de la Noche.
En su segunda aparición en la organización, Palatnikov se enfrentó a Impa Kasanganay el 10 de abril de 2021 en UFC on ABC: Vettori vs. Holland. Perdió el combate por sumisión en el segundo asalto.
Palatnikov se enfrentó a Ramiz Brahimaj el 21 de agosto de 2021 en UFC on ESPN: Cannonier vs. Gastelum. Perdió el combate por sumisión técnica debido a un estrangulamiento por detrás en el primer asalto.

## Campeonatos y logros

### Artes marciales mixtas
- Ultimate Fighting Championship
  - Pelea de la Noche (una vez) vs. Louis Cosce[12]

- Angel's Fighting Championship
  - Campeonato de Peso Medio de AFC (una vez)[8]

## Récord en artes marciales mixtas
| Resultado | Récord | Oponente         | Método                                         | Evento                              | Fecha                    | Ronda | Tiempo | Localización             | Notas                                                                   |
| --------- | ------ | ---------------- | ---------------------------------------------- | ----------------------------------- | ------------------------ | ----- | ------ | ------------------------ | ----------------------------------------------------------------------- |
| Derrota   | 6-4    | Ramiz Brahimaj   | Sumisión técnica (estrangulamiento por detrás) | UFC on ESPN: Cannonier vs. Gastelum | 21 de agosto de 2021     | 1     | 2:33   | Las Vegas, Nevada        |                                                                         |
| Derrota   | 6-3    | Impa Kasanganay  | Sumisión (estrangulamiento por detrás)         | UFC on ABC: Vettori vs. Holland     | 10 de abril de 2021      | 2     | 0:26   | Las Vegas, Nevada        |                                                                         |
| Victoria  | 6-2    | Louis Cosce      | TKO (puñetazos)                                | UFC 255                             | 21 de noviembre de 2020  | 3     | 2:27   | Las Vegas, Nevada        | Pelea de la Noche.                                                      |
| Victoria  | 5-2    | Paulo Henrique   | TKO (puñetazos)                                | UAE Warriors 13                     | 25 de septiembre de 2020 | 1     | 1:23   | Abu Dhabi                | Combate de peso acordado (182 libras).                                  |
| Derrota   | 4-2    | Mounir Lazzez    | TKO (codazos y puñetazos)                      | UAE Warriors 8                      | 18 de octubre de 2019    | 1     | 4:48   | Abu Dhabi                |                                                                         |
| Victoria  | 4-1    | Sung Won Son     | Decisión (unánime)                             | AFC 12                              | 10 de junio de 2019      | 5     | 5:00   | Seúl                     | Ganó el vacante Campeonato de Peso Medio de AFC. Combate de peso medio. |
| Victoria  | 3-1    | Jae Young Ahn    | Decisión (unánime)                             | AFC 10                              | 28 de enero de 2019      | 2     | 5:00   | Seúl                     |                                                                         |
| Victoria  | 2-1    | Jeremy Bastian   | Decisión (unánime)                             | Combat FC 1: Inception              | 10 de junio de 2018      | 3     | 5:00   | Dingcheng                |                                                                         |
| Victoria  | 1-1    | Seok Hyun Ko     | KO (puñetazo)                                  | Just MMA 3                          | 16 de marzo de 2018      | 2     | 1:22   | Wan Chai                 | Debut en el peso wélter.                                                |
| Derrota   | 0-1    | Emmanuel Verdier | TKO                                            | Fight Time 36                       | 7 de abril de 2017       | 2     | 4:40   | Fort Lauderdale, Florida | Debut en el peso medio.                                                 |